# Dálnice A5 (Srbsko)
Dálnice A5 je dálnice v Srbsku ve výstavbě. Po dokončení propojí dálnice A1 a A2. Vzhledem k tomu, že vede podél řeky Západní Morava, bývá pojmenována také jako Moravský koridor (srbsky Моравски коридор). Její délka bude 112,4 km. 

## Historie
Stavba byla zahájena v prosinci 2019 a dodavatelem je americká firma Bechtel. První provozní úsek dálnice byl otevřen v dubnu 2023. Dálnice plní v tomto úseku roli dopravního přivaděče z Kruševace k dálnici A1. Zakončena byla u vesnice Makrešani. V závěru roku 2024 byla prodloužená dále na západ; vznikl severní obchvat Kruševace a dálnice pokračovala až k městu Trstenik a Vrnjci. Tím byly nedaleké lázně Vrnjačka Banja napojeny na srbskou dálniční síť. Do konce roku 2025 by měla být dálnice dokončena až do Čačaku. Jedná se o jedno z největších stavenišť v zemi.

## Trasa
Dálnice začíná na křižovatce s A1 u Pojatů severně od města Kruševac. Napojuje se na silnici 23 obchvat Kruševace, která je rozšířena na čtyřpruh a doplněna mimoúrovňovými křižovatkami. Vybudován je také nový přivaděč. Za městem se odpojí od silnice 23 do nové severnější trasy na východ a několikrát kříží Moravu. Severním obchvatem míjí Kraljevo a končí na dálniční křižovatce s A2 u Preljiny poblíž města Čačak. 
Na dálnici se nenachází žádný tunel, několikrát ale překračuje Západní Moravu. Na celé trase bude 78 mostů a 13 křižovatek: Pojate, Ćićevac, Kruševac východ, Kruševac západ, Velika Drenova, Trstenik, Vrnjačka Banja, Vrba, Kamidžora, Adrani, Mrčajevci, Preljina 1 a Preljina 2.